# Popravka DNK
Popravka DNK je kolekcija procesa kojima ćelija identifikuje i koriguje oštećenje DNK molekula koji kodiraju njen genom. Kod ljudskih ćelija, normalne metaboličke aktivnosti i faktori sredine kao što su UV svetlo i radijacija mogu da uzrokuju DNK oštećenje, proizvodeći i do milion individualnih molekulskih oštećenja po ćeliji na dan. Mnoga od tih oštećenja uzrokuju strukturne poremećaje DNK molekula, koja mogu da promene ili eliminišu ćelijsku sposobnost da transkribuje gen koji oštećeni DNK segment kodira. Druga oštećenja indukuju potencijalno štetne mutacije ćelijskog genoma, koje utiču na preživljavanje ćelija ćerki nakon mitoze. Konsekventno, proces DNK popravke je konstantno aktivan. Kad je normalni proces popravke neuspešan, i kad dođe do ćelijske apoptoze, javljaju se nepovratna DNK oštećenja, uključujući prekide dvostrukih lanaca i njihova unakrsna povezivanja.
Brzina popravke DNK zavisi od mnogih faktora, uključujući ćelijski tip, starost, i ekstracelularno okruženje. Ćelija koja je akumulirala velike količine DNK oštećenja, ili ćelija koja nema više sposobnost efektivne popravke oštećenja može da poprimi jedno od sledećih mogućih stanja:
1. nepovratno stanje mirovanja, poznata kao starenje
2. ćelijsko samoubistvo, takođe poznato kao apoptoza ili programirana ćelijska smrt
3. nekontrolisana ćelijska deoba, koja može da dovede do formiranja tumora koji su kancerogeni

Sposobnost ćelijske popravke DNK je vitalna za integritet njenog genoma i stoga za njeno normalno funkcionisanje. Mnogi geni za koje je inicijalno pokazano da utiču na životni vek zapravo učestvuju u popravci i zaštiti DNK. Propust ispravljanja molekularnih lezija u ćelijama koje čine gamete može da unese mutacije u genomima potomstva i da time utiče na stopu evolucije.

## Spoljašnje veze
- 3D strukture enzima za popravku DNK
- Ljudske bolesti uzrokovane poremećajima popravke DNK